# Casunziei
Casunziei ou casanzes (também conhecido como casonciei e csanzöi) é o nome em ladino dolomítico para uma espécie de massa fresca recheada, constituída por um recheio entre duas camadas de massa fina de massa, dobradas em típico formato de meia-lua. São comumente caseiros e típicos da tradição culinária da região das Dolomitas, no nordeste da Itália, especialmente nas províncias de Belluno, Bolzano e Trento.
A casca quadrada, normalmente cerca de 3,5 por 3,5 cm, consiste em duas folhas de massa pressionadas nas bordas, como as dos raviolis.
O recheio pré-cozido e finamente moído varia de área para área e geralmente inclui vegetais e queijo ricota. As receitas originais de Cortina d'Ampezzo são a variedade "vermelha" (casunziei rosc) com beterraba, batata e nabos veroneses vermelhos; e o "verde" (casunziei verdes) com espinafre e erva cipollina silvestre no recheio. Outras variedades têm recheios de abóbora ou rabanete. O recheio pode incluir outros ingredientes como presunto, cogumelos, outros tipos de queijo ou sementes de papoula. Em particular, o casunziei all'ampezzana têm recheio de nabos vermelhos e amarelos e são normalmente servidos com manteiga derretida, sementes de papoula e queijo parmesão. Outras porções são manteiga derretida com sabor de sálvia ou molho à base de rabanete.
Em Cencenighe, casunziei é servido com sementes de papoula moídas e mel era um prato tradicional da véspera de Natal.